# Sentimental (requiem para un amigo)
Sentimental (requiem para un amigo) es una película argentina filmada en Eastmancolor estrenada el 2 de abril de 1981. Dirigida por Sergio Renán, fue escrita por Sergio Renán, Mario Sábato y Jorge Goldenberg, según la novela Los desangelados, de Geno Díaz.
Protagonizada por Sergio Renán y Pepe Soriano. Coprotagonizada por  Alicia Bruzzo, Ulises Dumont, Enrique Pinti, Guillermo Rico, Alfonso de Grazia, Juana Hidalgo, Walter Santa Ana, Mónica Jouvet, Boy Olmi, Aldo Braga, Juan Carlos de Seta y Ana Ferrari. También, contó con la actuación especial de Luisina Brando. Y la presentación de Silvia Kutika.
Tuvo como títulos alternativos los de Requiem para un amigo  y Sentimental.

## Sinopsis
De cuatro amigos, uno muere, y otro ―que descubre que aquel fue asesinado― se involucra en una red de delincuencia.

## Reparto
- Sergio Renán, como José Solari.[3]
- Pepe Soriano, como Piatti.
- Luisina Brando, como «China».
- Alicia Bruzzo, como Ginette/Nieves.
- Ulises Dumont, como Atilio Pécora.
- Guillermo Rico, como Miñán.
- Juana Hidalgo, como Esther Goldberg.
- Enrique Pinti, como Frankie.
- Alfonso De Grazia, como Logato.
- Walter Santa Ana, como Daniel Goldberg.
- Mónica Jouvet, como Laurita.
- Boy Olmi, como Martín.
- Aldo Braga, como Demario.
- Juan Carlos de Seta, como Molinas.
- Ana Ferrari
- Silvia Kutica, como Fabiana.
- Lidia Catalano, como secretaria.
- Martín Coria
- Viviana Fontanini
- Néstor Francisco
- Mario Fromentese
- Alejandra Mentasti
- Juan Carlos Ricci
- Susana Steipcich
- Jorge Velurtas
- Ana María Picchio (cameo).
- Dora Baret (cameo).
- Cristian Pauls, como chofer.
- Kiko Tenenbaum, como señor en canal de televisión.
- Fernando Cubero, como fotógrafo.
- María de los Ángeles Farcle, como cadáver.

## Comentarios
Hugo Paredero en la revista Humor escribió:

Hay una sorpresa en Sentimental, quizás la más agradable: la visión distinta que se ofrece de Buenos Aires y de los vínculos amistosos que congregan a los porteños.

El diario La Nueva Provincia opinó:

…aunque la historia es simple, su desarrollo responde a una trama bien urdida, con elevada dosis de suspenso.

Jorge Miguel Couselo en el diario Clarín (Buenos Aires), escribió:

La película tiene mucho de crónica, prefiere el pantallazo al desarrollo, la asepsia al realismo.